# Betty Lou Baker
Betty Lou Baker (Bloomsburg, Pennsylvania, 1928. június 20. – Tucson, Arizona, 1987. november 6.) amerikai írónő.

## Élete
Apja Robert Weidler Baker, anyja Mary Wentling voltak. Iskoláit Orange-ban (New Jersey) végezte, ezután több állása is volt: keresztrejtvényeket szerkesztett, xilofonokat szerelt össze, volt fogászati asszisztens és ajándékbolt-tulajdonos. 1947-ben ment feleségül Robert George Venturóhoz, egy fia született, Christopher Patrick Venturo. Fia születése után kezdett az irodalommal foglalkozni, egészen fia felnőtté válásáig gyermekkönyveket, ifjúsági munkákat írt. Első két könyve 1962-ben jelent meg, a The Sun's Promise és a Longhouse Little Runner. 1963-ban jelent meg Killer-of-Death című munkája. A gyermekkönyvek írása mellett tanított, valamint gyermekirodalmi előadásokat tartott. A The Roundup című havilap szerkesztője volt. Tagja volt az Arizona Press Women nevű szervezetnek is. 1965-ben elvált férjétől, de az írást folytatta. Érdeklődése fokozatosan az amerikai indián kultúrák felé fordult. Igen fegyelmezett író volt, naponta legalább ötezer szót leírt. Munkái az amerikai indián kultúra beható ismeretéről árulkodnak, minden munkája végére egy rövidebb szakaszt illesztett, amelyben elválasztotta a tényeket az általa kitalált eseményektől. 1966-ban Spur-díj-at kapott Walk the World's Rim (1965) című kötetéért. 1968-ban Western Writers Award-ot kapott a The Dunderhead War című munkájáért. 1970-ben Western Heritage Award-ot kapott And One Was a Wooden Indian című regényéért. Utolsó díját, a Children's Book Showcase Award-ot 1977-ben kapta meg Dupper (1976) című munkájáért.
Magyarul egyetlen kötete jelent meg a Delfin könyvek sorozatban, 1974-ben, A fekete ember karavánja címen.

## Válogatott munkái
- The Sun's Promise, New York: Abelard-Schuman, 1962
- Little Runner of the Longhouse, New York: Harper, 1962
- Killer-Of-Death, New York: Harper, 1963
- Walk the World's Rim, New York: Harper, 1965
- The Dunderhead War, New York: Harper, 1967
- And One Was a Wooden Indian, New York: Macmillan, 1970
- The Big Push, New York: Coward, 1972
- The Spirit is Willing, New York: Macmillan, 1974
- Dupper, New York: Greenwillow, 1976
- The Great Desert Race, New York: Macmillan, 1980
- And Me, Coyote! (Indián népmesék), New York: Harper, 1981
- Rat is Dead and Ant is Sad (Pueblo népmese). New York: Harper, 1981

## Magyarul
- A fekete ember karavánja. Regény; ford. Simóné Avarosy Éva; Móra, Bp., 1974 (Delfin könyvek)